# Zdrojek błyszczący
Zdrojek błyszczący, z. źródlany (Montia fontana L.) – gatunek rośliny z rodziny zdrojkowatych (Montiaceae), dawniej (np. system Cronquista z 1981) w portulakowatych (Portulacaceae).

## Rozmieszczenie geograficzne
Gatunek kosmopolityczny. W Polsce współcześnie występuje jedynie w Sudetach na ok. 30 stanowiskach.

## Morfologia
ŁodygaRozgałęziona, przeświecająca.
LiścieNaprzeciwległe, lancetowate lub łopatkowate,zwężone u nasady.
KwiatyBiałe, zebrane  w wierzchotki.
OwoceTorebki z 2 lub 3 nasionami.

## Biologia i ekologia
Roślina jednoroczna. Rośnie w źródliskach i łęgach podgórskich. Kwitnie od maja do sierpnia. Liczba chromosomów 2n=18 lub 20. Gatunek charakterystyczny górskich źródlisk mszysto-watrobowcowych z podzwiązku Montenion.

## Zmienność
Wyróżniono 4 podgatunki:
- Montia fontana subsp. fontana
- Montia fontana subsp. amporitana Sennen - podgatunek charakterystyczny zespołu Montio-Philonotidetum fontanae[6]
- Montia fontana subsp. chondrosperma (Fenzl) Walters
- Montia fontana subsp. variabilis Walters

## Zagrożenia i ochrona
Roślina objęta w Polsce ścisłą ochroną gatunkową.
Kategorie zagrożenia gatunku:
- Kategoria zagrożenia w Polsce według Czerwonej listy roślin i grzybów Polski (2006, 2016)[8][9]: VU (narażony na wyginięcie).
- Kategoria zagrożenia w Polsce według Polskiej Czerwonej Księgi Roślin[10]: VU (narażony na wyginięcie).